# Urgleptes histrionella
Urgleptes histrionella es una especie de escarabajo longicornio del género Urgleptes, tribu Acanthocinini, subfamilia Lamiinae. Fue descrita científicamente por Bates en 1885.

## Descripción
Mide 4,24 milímetros de longitud.

## Distribución
Se distribuye por Costa Rica y Panamá.